# نرم‌افزار مدیا پلیر

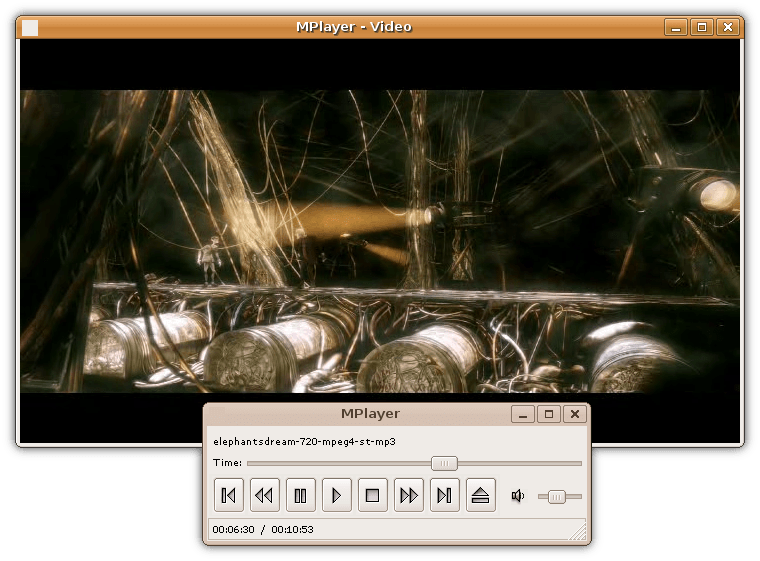
ام‌پلیر نمونه‌ای از نرم‌افزار پخش فایل‌های چندرسانه‌ای

رسا نما یا مدیا پلیر (به انگلیسی: Media player) یا پخش‌کنندهٔ فایل‌های چندرسانه‌ای، به گونه‌ای از نرم‌افزارهایی گفته می‌شود که ویژگی آنها پخش فایل‌های چندرسانه‌ای می‌باشد. این نرم‌افزارها توانایی پخش فایل‌های صوتی و تصویری را دارند؛ برخی از این نرم‌افزارها به شکل اختصاصی توانایی پشتیبانی از یکی از آن‌ها و برخی نیز توانایی پخش هردو نوع فایل صوتی و تصویری را دارند. برای نمونه Windows media player نمونه‌ای از نرم افزارهای رسانما است که به صورت پیشفرض در سیستم عامل ویندوز وجود دارد.
در نرم‌افزارهای رسانما آیکون‌ها و دکمه‌های مشترکی در میان تفاوت‌های آن‌ها وجود دارد که برخی از آن‌ها مانند  (play یا پخش)،  (pause یا مکث)، و  (stop یا توقف) از آن جمله‌اند.
این نرم‌افزارها برای پخش هر گونه فایل‌ صوتی و تصویری از پسوندهای خاصی پشتیبانی می‌کنند.